# Municipio de Center (condado de Shelby)
El municipio de Center (en inglés: Center Township) es un municipio ubicado en el condado de Shelby en el estado estadounidense de Iowa. En el año 2010 tenía una población de 446 habitantes y una densidad poblacional de 5,07 personas por km².

## Geografía
El municipio de Center se encuentra ubicado en las coordenadas 41°38′30″N 95°15′38″O / 41.64167, -95.26056. Según la Oficina del Censo de los Estados Unidos, el municipio tiene una superficie total de 87.9 km², de la cual 87,43 km² corresponden a tierra firme y (0,53 %) 0,46 km² es agua.

## Demografía
Según el censo de 2010, había 446 personas residiendo en el municipio de Center. La densidad de población era de 5,07 hab./km². De los 446 habitantes, el municipio de Center estaba compuesto por el 97,76 % blancos, el 0,22 % eran afroamericanos, el 1,79 % eran de otras razas y el 0,22 % eran de una mezcla de razas. Del total de la población el 2,91 % eran hispanos o latinos de cualquier raza.